# 考尼艾寧
考尼艾寧（芬蘭語：Kauniainen）是芬蘭新地區的市镇，位於該國南部，距離首都赫爾辛基15公里，面積6.00平方公里，2022年人口10,285，其中約59.4%居民的母語是芬蘭語。

## 外部連結
- 官方网站  （文） （瑞典文） （英文）